# Tomasz Stolpa
Tomasz Stolpa (Sosnowiec, 18 marzo 1983) è un ex calciatore polacco, di ruolo attaccante.

## Carriera

### Club
Stolpa iniziò la carriera con lo Zagłębie Sosnowiec, per cui debuttò a giugno 2001. Contribuì ad una doppia promozione del club. Passò poi ai norvegesi del Tromsø, esordendo nella Tippeligaen il 3 ottobre 2004, sostituendo Thomas Hafstad nella sconfitta per 1-0 contro il Brann.
Giocò poi in prestito all'Eendracht Aalst, in Belgio. Si trasferì poi in Svezia, all'Enköping e successivamente al Gefle. Con quest'ultimo club, giocò il primo incontro nella Allsvenskan il 16 aprile 2007, nella sconfitta per 3-1 sul campo dell'Helsingborg.
Vestì poi la maglia degli islandesi del Grindavík. In seguito, giocò una stagione nel Qəbələ, formazione azera, per poi tornare nel Zagłębie Sosnowiec.
A febbraio 2011 si accordò con l'Odra. A fine stagione si ritrovò però svincolato.